# Bellerberg-Vulkan

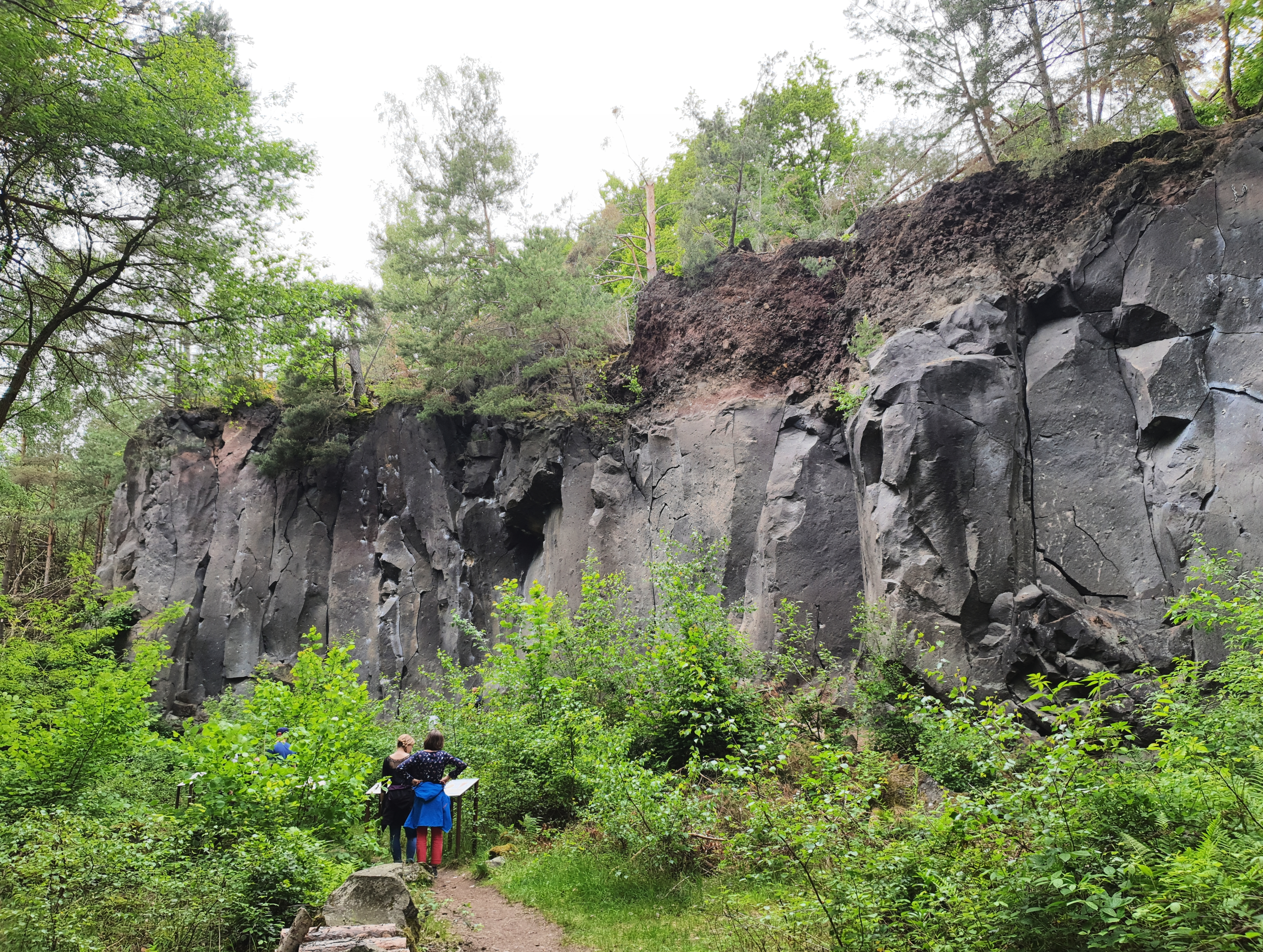
Basaltwand im Kottenheimer Winfeld

Der Bellerberg-Vulkan ist eine Vulkangruppe, die sich aus einer Vielzahl von Einzeleruptionen vor 200.000 Jahren gebildet hat.

## Entstehung
Der Vulkankomplex liegt in der Osteifel zwischen den Orten Ettringen und Kottenheim sowie der Stadt Mayen am Rand einer Bruchzone des Mittelrheinischen Beckens. Heftige Bewegungen verursachten Störungen im Grundgebirge, so dass entlang dieser Störung Magma aus einer Kammer in 10–20 km Tiefe aufsteigen konnte. Die vulkanische Aktivität begann vor ca. 200.000 Jahren im östlichen Bereich des Bellerberg-Vulkans. Gasreiches, 1100 °C heißes Magma gelangte an mehreren Ausbruchszentren an die Erdoberfläche und bildete kleinere Schlackenkegel. Riesige Mengen an Lavafetzen, die vor allem in östliche Richtung geschleudert wurden, bildeten den Schlackenwall des Kottenheimer Büden. Nach und nach baute sich eine halbmondförmige Kraterflanke auf, die innerhalb weniger Tage schon mehr als 20 m hoch gewesen sein dürfte. Zudem taten sich längere Spalten auf, die reichlich Lava förderten und so den Ettringer Bellerberg entstehen ließen.
Zu einem späteren Zeitpunkt ließ der Gasdruck aus der Magmakammer nach und die explosiven Fontänen versiegten. Stattdessen flossen aus dem Bellerberg-Vulkan drei Lavaströme aus, die Jahrtausende später in Form von Basaltlavavorkommen Grundlage der Wirtschaftskraft der umliegenden Ortschaften sein sollten: der Ettringer Lavastrom, der Mayener Lavastrom und der Winfeld Lavastrom, der Ettringer war der kürzeste, dafür aber mächtigste der drei. Er bildete später das Steinbruchrevier der Ettringer Lay. Der längste Lavastrom war der Mayener, die Lava floss mehr als 3 Kilometer nach Süden bis in das Tal der Nette und war die Grundlage für die Steinbrüche des Mayener Grubenfeldes. Der nördlich ausgetretene Lavastrom, der Winfeld Lavastrom, wurde zum Steinbruchgebiet Kottenheimer Winfeld.